# Halina Lercher
Halina Lercher (ur. 14 sierpnia 1951, zm. 13 grudnia 2024) – polska aktorka teatralna i filmowa żydowskiego pochodzenia, córka aktora Hermana Lerchera.
W latach 1971–1980 była aktorką Teatru Żydowskiego w Warszawie. W 1980 wyemigrowała do Danii i zamieszkała w Kopenhadze.

## Kariera
| Aktorka teatralna - 1978: Planeta Ro - 1977: Spadkobiercy - 1976: Dwaj Kunie-Lemł - 1976: Bóg, człowiek i diabeł - 1976: Zmierzch - 1975: Dzban pełen słońca - 1973: Dybuk - 1972: Było niegdyś miasteczko - 1972: Wielka wygrana - 1970: Tewje Mleczarz - 1970: Dybuk - 1969: Skarb cesarza | Aktorka filmowa - 1980: Dom - 1979: Komedianci - 1979: Gwiazdy na dachu - 1979: Dybuk - 1977: Pani Bovary to ja |